# 40 y tantos
40 y tantos es una telenovela producida y emitida por Televisión Nacional de Chile durante el segundo semestre de 2010. 
Protagonizada por Francisco Melo, Paola Volpato, Francisco Pérez Bannen y Francisca Imboden y Matías Oviedo. con Mónica Godoy, Claudia Burr y Andrés Velasco en roles antagónicos.

## Argumento
Diego (Francisco Melo), Rosario (Francisca Imboden), Marcos (Francisco Pérez-Bannen) y Miguel Elizalde (Matías Oviedo) son cuatro hermanos que viven la crisis de los cuarenta y acaban de perder a su padre. Diego, el mayor, queda a cargo de la empresa de su padre, Elizalde Comunicaciones, en la cual trabaja con sus otros dos hermanos, Rosario y Marcos, y su asistente y amante, Susana Jerez (Mónica Godoy). Después de que Loreto Estévez (Paola Volpato), su esposa, lo descubra en pleno acto de infidelidad con su amante, tratará de recuperarla, ya que le pide el divorcio.
Rosario es una madre soltera y trabajadora que tiene que lidiar con Diego por el puesto de jefe en la empresa familiar, y criar a su hijo Cristóbal (Nicolás Brown), quien es adicto a las drogas. Además Rosario mantiene relaciones con Joaquín Sardá (Andrés Velasco), su mejor amigo y compañero en la empresa, el que está cerca de contraer matrimonio con Renata Santelices (Katyna Huberman).
Marcos es un hombre casado y aficionado a los videojuegos, por lo que tiene que soportar que su familia lo tilde de inmaduro, además de ser el único testigo de la relación entre su sobrina, la hija de Diego y Loreto, Fernanda Elizalde (Juanita Ringeling); y el profesor de su universidad, Gaspar Mellado (Bastián Bodenhöfer), quien es 30 años mayor que ella.
Por último, Miguel, el menor de los hermanos, vuelve del extranjero y se entera de la muerte de su padre, es mantenido por sus hermanos porque no trabaja y tiene que soportar a los fantasmas de una relación que tuvo con la esposa de Marcos, Tatiana (Claudia Burr), antes de que partiera al extranjero y en la cual tuvo una hija, Camila (Javiera Osorio-Ghigliotto), que se supone que es de su hermano.

## Reparto

### Principales
- Francisco Melo como Diego Elizalde[1]
- Paola Volpato como Loreto Estévez[2]
- Francisco Pérez Bannen como Marco Elizalde
- Francisca Imboden como Rosario Elizalde[3]
- Matías Oviedo como Miguel Elizalde
- Mónica Godoy como Susana Jerez[4]
- Claudia Burr como Tatiana Arismendi[5]
- Andrés Velasco como Joaquín Sardá
- Katyna Huberman como Renata Santelices[6]
- Bastián Bodenhöfer como Gaspar Mellado[7]
- Juana Ringeling como Fernanda Elizalde
- Nicolás Brown como Cristóbal Cuesta
- Javiera Osorio como Camila Elizalde
- Jorge Velasco como Damián Elizalde
- Catalina Aguayo como Macarena Vargas

### Recurrentes e invitados especiales
- César Caillet como como Genaro Manzur[8]
- Cristián Riquelme como Benjamín Izquierdo
- Catherine Mazoyer como Flavia Elizalde[9]
- Alejandra Fosalba como Amanda Ferreti
- Viviana Rodríguez como Carolina Cousiño
- Remigio Remedy como Rodrigo Cuesta
- Javiera Hernández como Ornella Santini
- Begoña Basauri como Josefina Guzmán
- Peggy Cordero como Gina Errázuriz
- Teresa Hales como Jocelyn Pérez
- Elvira Cristi como Consuelo Solar
- Nicolás Pérez como Martín Sotomayor
- René Pinochet como Mario Becker
- Sebastián Arrigorriaga como Pablo
- Cristina Peña y Lillo como Lucia Arenas
- Hugo Vásquez como Hugo Moya
- Renato Münster como Juez
- Javiera Acevedo como Isabella
- Yamila Reyna como Secretaria

## Recepción
En su debut tuvo un índice de audiencia promedio de 26 puntos con un peak de 30, y en la segunda noche marcó 25 puntos promedio y un peak de 30 puntos, lo que la convirtió en la ganadora en su horario en ambas noches.

## Banda sonora
| Intérprete     | Tema                        | Personaje(s)       | Actor(es)                      |
| -------------- | --------------------------- | ------------------ | ------------------------------ |
| Queen          | I want to break free        | Tema central       | Tema central                   |
| Foreigner      | I want to know what love is | Diego y Loreto     | Francisco Melo y Paola Volpato |
| Chris De Burgh | Lady in red                 | Loreto y Cristóbal | Paola Volpato y Nicolás Brown  |
| Heart          | These dreams                | Miguel y Tatiana   | Matías Oviedo y Claudia Burr   |